# Minuskel 90
Minuskel 90 (in der Nummerierung nach Gregory-Aland), δ 652 (von Soden) ist eine griechische Minuskelhandschrift des Neuen Testaments auf in zwei Bänden 227 + 253 Papierblättern (20,5 × 14,3 cm). Mittels Paläographie wurde das Manuskript auf das 16. Jahrhundert datiert. Die Handschrift ist vollständig.

## Beschreibung
Die Handschrift enthält den Text des Neuen Testaments außer der Offenbarung des Johannes. Er wurde einspaltig mit je 17–30 Zeilen geschrieben. Die Handschrift enthält κεφαλαια (Griechisch und Latein), τιτλοι, Ammonianische Abschnitte, den Eusebischen Kanon, Lektionar-Markierungen, und Synaxarion.
Die Reihenfolge der Bücher ist: Evangelium nach Johannes, Lukas, Matthäus, Markus, Apostelgeschichte, Katholische Briefe, und Paulusbriefe. Der Hebräerbrief ist als letztes Buch von Paulus aufgeführt. Der Judasbrief ist in zwei Abschriften von verschiedenen Kopien enthalten.

## Text
Der griechische Text des Kodex repräsentiert den Byzantinischen Texttyp. Aland ordnete ihn in Kategorie V ein.

## Geschichte
Vielleicht wurde das Manuskript von Minuskel 74 kopiert.
Die Handschrift wurde durch Johann Jakob Wettstein kollationiert.
Früher wurde es in Hamburg aufbewahrt. Der Kodex befindet sich zurzeit in der Universitätsbibliothek der Universität von Amsterdam (Remonstr. 186).